# Парламентские выборы в Великобритании (1987)
Парламентские выборы в Великобритании 1987 года — свободные демократические выборы, происходившие 11 июня 1987 года. Консерваторы под руководством Маргарет Тэтчер одержали третью подряд победу, однако разрыв между ними и лейбористами сократился со 188 до 147 мандатов.

## Предвыборная кампания
- Консервативная партия во время предвыборной гонки защищала проводимую правительством Тэтчер политику. Хотя с момента последних выборов 1983 года в Великобритании в 1984—85 прошла крупнейшая забастовка шахтёров, транспортников и металлургов, а жёсткость, с которой кабинет Тэтчер проводил зачастую непопулярные реформы, не ослабла, Консервативная партия в своей предвыборной кампании доказывала эффективность своих мер: в частности, сохранялся рост ВВП, уровень инфляции составлял около 4%, а количество безработных сокращалось. Кроме того, на стороне консерваторов активно выступала британская пресса.
- Лейбористская партия оправилась от сокрушительного поражения на выборах 1983 года — новым лидером партии стал занимавший более умеренную позицию Нейл Киннок, а предвыборные обещания лейбористов были пересмотрены из-за изменившейся от проведённых Тэтчер реформ обстановки. Кроме того, лейбористы надеялись на предстоящих выборах восстановить свою репутацию главной альтернативы консерваторам.
- Альянс Либеральной и Социал-демократической партии был намерен закрепить достигнутый на предыдущих выборах успех, а также увеличить своё представительство в Палате общин (альянс получил 7,8 миллионов голосов против 8,5 миллионов у лейбористов, но располагал лишь 23 мандатами против 209 у лейбористов).

## Результаты выборов
| Партия                                        | Лидер                   | Голосов    | %    | Мест | Δ    |
| --------------------------------------------- | ----------------------- | ---------- | ---- | ---- | ---- |
| Консервативная партия                         | Маргарет Тэтчер         | 13 760 935 | 42,2 | 376  | ▼ 21 |
| Лейбористская партия                          | Нейл Киннок             | 10 029 270 | 30,8 | 229  | ▲ 20 |
| Либеральная партия — СДП                      | Дэвид Стил — Дэвид Оуэн | 7 341 651  | 22,6 | 22   | ▼ 1  |
| Шотландская национальная партия               | Гордон Вильсон          | 416 473    | 1,3  | 3    | ▲ 1  |
| Партия Уэльса                                 |                         | 123 599    | 0,4  | 3    | ▲ 1  |
| Шинн Фейн                                     | Джерри Адамс            | 83 389     | 0,3  | 1    | ▬    |
| Ольстерская юнионистская партия               |                         | 276 230    | 0,8  | 9    | ▼ 2  |
| Ольстерская народная юнионистская партия      | Джеймс Килфеддер        | 18 420     | 0,1  | 1    | ▬    |
| Демократическая юнионистская партия           | Иан Пейсли              | 85 642     | 0,3  | 3    | ▬    |
| Социал-демократическая и лейбористская партия |                         | 154 067    | 0,5  | 3    | ▲ 2  |
| Коммунистическая партия                       | Гордон Макленнан        | 6 078      |      | 0    |      |